# Леонський лев
Лео́нський ле́в (ісп. león de León) — герб Леонського королівства та його королів. У срібному щиті пурпуровий лев, що здіймається на задні лапи. Інколи зображується коронованим, з червоним або золотим озброєнням, часто — червоним. Використовується в іспанській геральдиці з ХІІ століття. За середньовічною легендою вважався гербом готського Астурійського королівства, який успадкували леонські королі. Після унії Леону з Кастильським королівством в 1230 році, став складовою герба Кастильської Корони (Кастильсько-Леонського королівства), а згодом — Іспанського королівства. Присутній на гербах сучасної Іспанії, іспанської провінції Леон, міста Леон, ряду іспанських міст та шляхетних родин тощо. Різновид промовистого герба. Також — астурі́йський ле́в.

## Галерея

### Сучасні герби

Герб Іспанії
Провінція Леон
Провінція Леон
Місто Леон

### Історичні герби

Печатка Фернандо II 1157—1188
Щит Фернандо II
Печатка Альфонсо IX 1188—1230
Щит Альфонсо IX
Леонське королівство 1230—1284
Кастильська Корона 1230—1284
Леонське королівство 1284—1390
Леон 1390—1600
Леон XVII ст.
Леон XVIII ст.
Провінція Леон 1833—1931, 1938—1977
Провінція Леон 1931—1938 (ІІ Республіка)
Герб Кордови 1938—1977

### У мистецтві

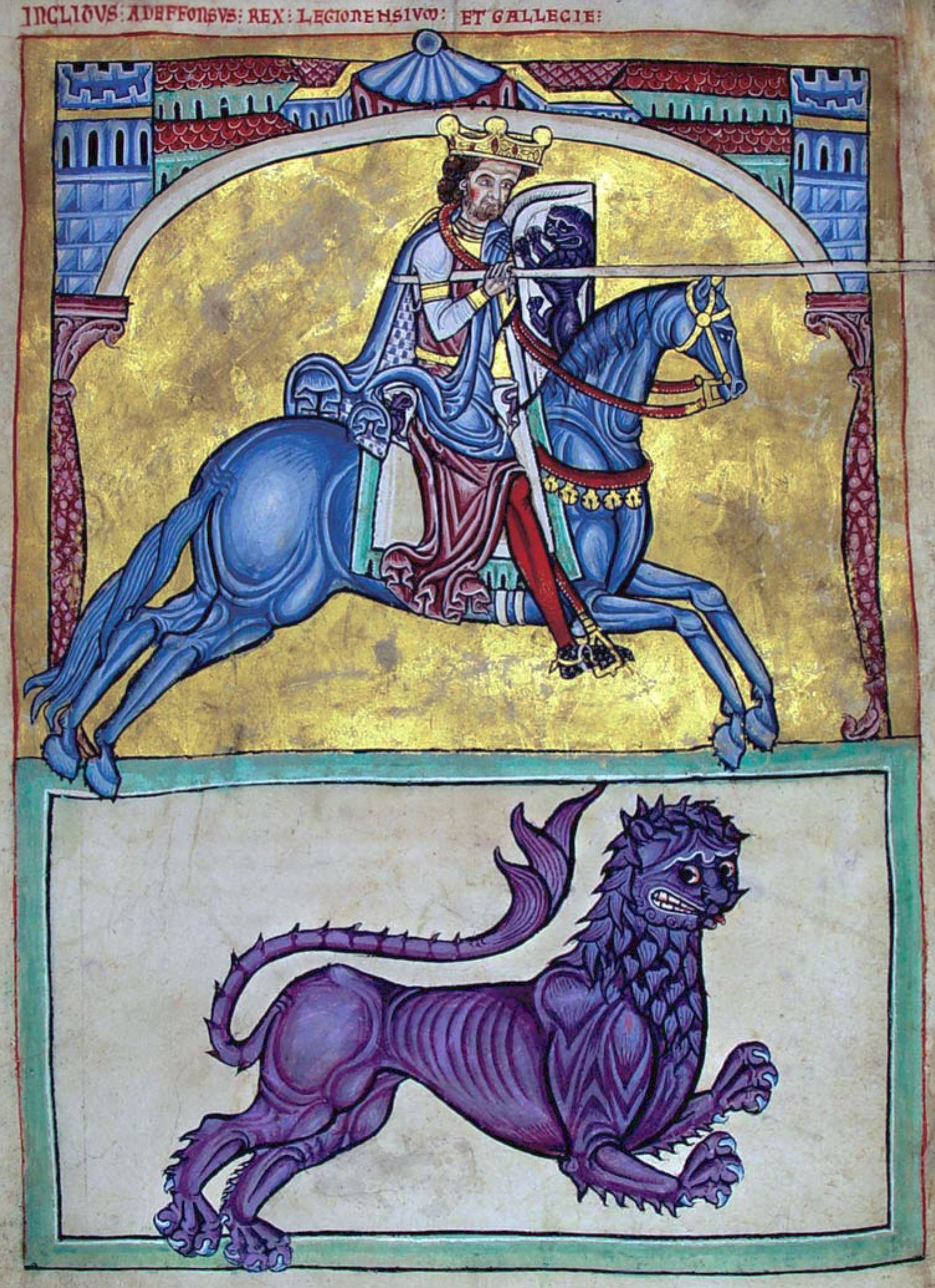
Альфонсо IX з левом «Tumbo A», XIII ст.
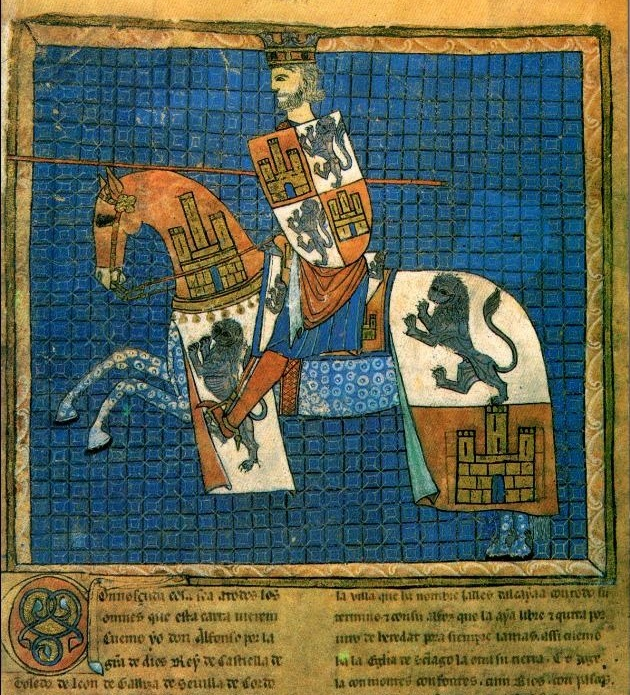
Альфонсо X з левом «Tumbo A», XIII ст.
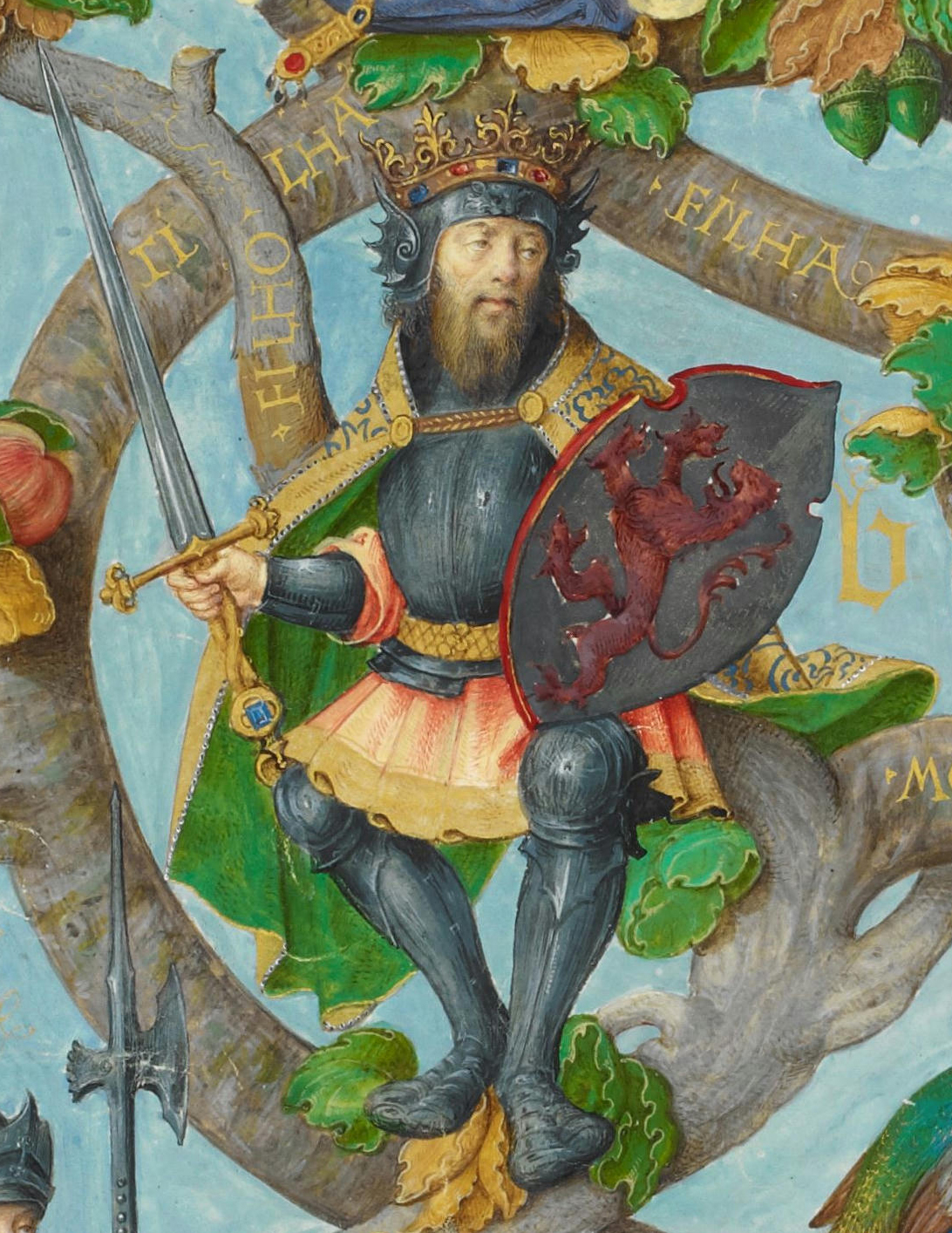
Пелагій з левом «Генеалогія королів Португалії», 1530—1534